# Варан строкатий
Варан строкатий (Varanus varius) — представник родини варанових. Інша назва — «мережаний варан». Це велика ящірка, вона може досягати 2 метрів завдовжки та 14 кілограмів у вазі.

## Опис
Другий за величиною варан в Австралії після Varanus giganteus. Загальна довжина сягає 2 м, вага — до 14 кг. Хвіст у 1,5 раза довший за голову та тулуб. Голова помірної довжини, стиснута з боків. Тулуб стрункий та сплющений. Хвіст тонкий. Кінцівки добре розвинуті, міцні. Існує два типи забарвлення. Поширеніший — темно-сірий або чорний колір з рядками маленьких білих цяток на спині та на основі хвоста. Сам хвіст вкривають широкі поперечні смуги. Горло бліде з темними смугами. Інший тип (його іноді називають типом Белла) вкривають широкі жовто-коричневі та темно-коричневі смуги на тулубі й хвості, не має смуг на горлі.

## Спосіб життя
Полюбляє рідколісся, сухі місцини. Живе на деревах, годується переважно на землі. Ховається у дуплах, під впалими деревами або камінням. Живиться комахами, ящірками, зміями, дрібними ссавцями, птахами та їх яйцями, а також падлом.
Це яйцекладна ящірка. Самиця навесні або влітку відкладає від 4 до 14 яєць у термітники.

### Хижаки
Мережані варани — найвищі хижаки, хоча зграї динго, клинохвостих орлів і диких кабанів іноді полюють на них.

## Поширення
Це ендемік Австралії. Мешкає від штату Квінсленд до Південної Австралії.